# Volcán Quetrupillán
El volcán Quetrupillán es una caldera volcánica ubicada en el límite entre las regiones de la Araucanía y de Los Ríos, ambas situadas en el sur de Chile. Es casi colineal con los volcanes vecinos Villarrica y Lanín, todos los cuales forman parte de la cordillera de los Andes, y el Quetrupillán es el que se ubica al centro de esa línea.
El volcán Quetrupillán está actualmente inactivo y no existen antecedentes detallados de su historia eruptiva. Es de tipo caldera, es decir ha colapsado su cámara de magma. El cráter del volcán está obstruido por un glaciar. También es mocho, ya que ha perdido su cono volcánico producto de una erupción violenta.
El Servicio Nacional de Geología y Minería de Chile señala: 

Los productos emitidos por el volcán Quetrupillán cubren un amplio rango composicional que va desde basaltos a dacitas. Una importante secuencia piroclástica muestra el carácter explosivo de su estilo eruptivo en los últimos 10 mil años. Asimismo, la erupción de magmas ricos en sílice ha dado lugar a la formación de domos y coulées en el interior de la caldera mientras algunos conos piroclásticos basálticos se emplazan en su flanco.

## Accesos y rutas de ascenso
Actualmente el Volcán Quetrupillán cuenta con dos accesos por el sector de Palguín y uno como variante extensiva del circuito Villarica Traverse. Los del sector Palguín son por el Fundo Porvenir y desde Chinay. 
El acceso por el Fundo Porvenir comprende un intinerario de un día si es que se accede desde Pucón. Actualmente no existe un consenso sobre la formalidad y el cobro de este acceso, dependiendo en gran medida del caso a caso; este tipo de situaciones ha abierto el debate en torno sobre el libre acceso a la montaña, ya que al traspasar por terrenos privados para poder entrar a este sector del Parque Nacional Villarica se realizan cobros por el derecho a paso, estos casos han documentados en diferentes sitios especializados como Andeshandbook y Wikiexplora.
En el acceso por Chinay existe un punto de Conaf donde se puede encontrar mayor información sobre el acceso, además de poder extender la ruta hacia el Glaciar Pichillancahue. Esta ruta comprende un itinerario de dos días, con campamento base a la salida del bosque en la bifurcación del sendero hacia Laguna Azul.
Como parte del circuito Villarica Traverse se puede desviar de la ruta original, tomando un día extra para el ascenso y con la ventaja de que no requiere llevar todo el equipo, ya que se vuelve a retomar la ruta normal al día siguiente.